# 8065 Nakhodkin
8065 Nakhodkin (1979 FD3) là một tiểu hành tinh vành đai chính được phát hiện ngày 31 tháng 3 năm 1979 bởi N. S. Chernykh ở Đài vật lý thiên văn Crimean.